# RegioTakt Ústecký kraj
RegioTakt Ústecký kraj či pouze RegioTakt, Regiotakt nebo Regio Takt je název systému železničních linek osobní dopravy s taktovým provozem, dotovaných Ústeckým krajem. Ten zavedl od 9. prosince 2007 číslování linek osobní železniční dopravy, od prosince 2009 nahradil v označení linek písmeno S písmenem U a zároveň zavedl pro celý systém značku RegioTakt. Od roku 2016 jsou železniční linky v Ústeckém kraji integrovány do systému Doprava Ústeckého kraje. 

## Číslování z roku 2007
Číslování linek od prosince 2007:
- RE1 Ústí nad Labem – Most– Chomutov (posilová linka ve špičkách)
- S1 Děčín – Ústí nad Labem – Most – Chomutov (interval 1 hodina)
- S2 Ústí nad Labem – Roudnice nad Labem – Praha (interval 1 hodina, společně se Středočeským krajem)
- S3 Ústí nad Labem – Štětí – Lysá nad Labem (interval 1-2 hodiny, společně se Středočeským krajem)
- S4 Most – Klášterec nad Ohří (interval 2 hodiny)
- S5 Ústí nad Labem – Úpořiny – Bílina (interval 2 hodiny)
- S6 Teplice – Úpořiny – Lovosice (interval 2 hodiny)
- S7 Ústí nad Labem-Střekov – Děčín (interval 2 hodiny)
- S8 Děčín – Rumburk (interval 1-2 hodiny)
- S9 Děčín – Česká Lípa (interval 2 hodiny, společně s Libereckým krajem)
- S10 Lovosice – Litoměřice (posila S11)
- S11 Česká Lípa – Lovosice – Postoloprty (interval 2 hodiny, společně s Libereckým krajem)
- S12 Most – Louny – Domoušice – Rakovník (interval 2 hodiny, společně se Středočeským krajem)
- S13 Most – Postoloprty – Žatec (interval 2 hodiny)
- S14 Chomutov – Žatec (interval 2 hodiny)
- S15 Chomutov – Vejprty (turistický spoj)
- S16 Kadaň – Chomutov – Jirkov (interval 2 hodiny)
- S17 Klášterec nad Ohří – Karlovy Vary (interval cca 2 hodiny, společně s Karlovarským krajem)
- S18 Podbořany – Blatno u Jesenice – Plzeň (nepravidelně, společně s Plzeňským krajem)
- S19 Bečov nad Teplou – Rakovník (nepravidelně, společně s Karlovarským a Středočeským krajem)
- S20 Slaný – Louny (nepravidelně, společně se Středočeským krajem)
- S21 Roudnice nad Labem – Straškov – Bříza (interval 2 hodiny)
- S22 Vraňany – Straškov (interval 2 hodiny, společně se Středočeským krajem)
- S23 Děčín – Dolní Žleb – Bad Schandau (interval 2 hodiny, společně s Deutsche Bahn)
- S24 Teplice – Litvínov (interval 1-2 hodiny)
- S25 Most – Hrob – Moldava (v sezoně, interval 2 hodiny)
- S26 Rybniště – Varnsdorf – Liberec (interval 2 hodiny, společně s Libereckým krajem)
- S27 Mikulášovice – Rumburk (– Ebersbach/Sa.) (interval 2 hodiny, do Ebersbachu jen o víkendech)
- S28 Rumburk – Dolní Poustevna (interval 2 hodiny)

## RegioTakt
Od prosince 2009 byl systém linek objednávaných Ústeckým krajem prezentován pod značkou RegioTakt Ústecký kraj a byla použita označení linek začínající písmenem U. Čísla vznikala postupně, číslo 1 získala hlavní krajská páteřní linka Děčín – Ústí nad Labem – Most. Žádný hlubší systém v číslech linek není. Některá čísla (U4, U32 a U40) jsou zvolena tak, aby navazovala na linky shodného čísla v Esko Praha.
Dopravcem na většině linek jsou České dráhy.
- U1 Děčín – Ústí nad Labem – Most – Chomutov (bývalá S1)
- U2 Most – Klášterec nad Ohří – Karlovy Vary (bývalá S4 a S17; v systému RegioTakt pouze po Klášterec nad Ohří)
- U4 Ústí nad Labem – Hněvice – Praha (bývalá S2; v systému RegioTakt pouze po stanici Hněvice, navazuje na linku S4 systému Esko Praha)
- U5 Ústí nad Labem – Úpořiny – Bílina - Most (bývalá S5 prodloužena do stanice Most)
- U6 Teplice v Čechách – Radejčín (Lovosice - Radejčín [a zpět], zavedena Náhradní Autobusová Doprava) (bývalá S6)
- U7 Ústí nad Labem-Střekov – Děčín (bývalá S7)
- U8 Děčín – Rumburk (bývalá S8)
- U10 Lovosice – Litoměřice (bývalá S10)
- U11 Česká Lípa – Litoměřice – Lovosice – Louny (dříve S11)
- U12 Osek město - Most - Louny - Kounov (dříve S12; v systému RegioTakt pouze po stanici Domoušice)
- U13 Most – Postoloprty – Žatec – Žatec západ (dříve S13)
- U14 Jirkov – Chomutov – Žatec - Lužná u Rakovníka  (prodloužení stávající linky S14 na obou koncích; v systému RegioTakt pouze po stanici Deštnice)
- U15 Chomutov – Vejprty (bývalá S15; v přehledu linek k roku 2010 chyběla)
- U16 Kadaň předměstí – Chomutov – Jirkov (bývalá S16)
- U21 Roudnice nad Labem – Straškov – Račiněves (bývalá S21 se změnou trasy)
- U22 Vraňany – Straškov (–Račiněves) (bývalá S22)
- U23 Děčín – Dolní Žleb – Bad Schandau (bývalá S23, od 4. července 2014 sloučena do Linky U28)
- U24 Litvínov – Osek – Teplice (bývalá S24)
- U25 Most – Osek město – Moldava v Krušných horách (bývalá S25)
- U26 Rybniště – Varnsdorf (bývalá linka S26, od prosince 2010 Trilex)
- U27 Rumburk – Panský – Mikulášovice (bývalá S27; základní trasa přes Dolní Křečany, část spojů přes Krásnou Lípu)
- U28 Rumburk – Mikulášovice – Dolní Poustevna – Sebnitz – Bad Schandau – Schöna – Dolní Žleb – Děčín (od 5. července 2014)[7] (do 4. července 2014 jenom Rumburk – Mikulášovice – Dolní Poustevna (bývalá S28)
- U32 Ústí nad Labem – Štětí (bývalá S3; v systému RegioTakt pouze po stanici Štětí, navazuje na linku S32 systému Esko Praha)
- U40 Louny – Telce – Slaný (bývalá S20; v systému RegioTakt pouze po stanici Telce, navazuje na linku S40 systému Esko Praha.
- U51 Ústí nad Labem – Most – Chomutov (bývalá RE1)
- Trilex (TLX) Liberec - Varnsdorf - Rybniště/Seifhennersdorf (bývalá U26, od prosince 2010) - dopravce Die Länderbahn
- RE20 Litoměřice město – Ústí nad Labem – Děčín – Dresden (sezonní přeshraniční linka, na území Ústeckého kraje vedena jako osobní vlaky systému RegioTakt)

Na linkách U23 a RE20 zajišťují České dráhy dopravu vlastním jménem ve spolupráci s německým dopravcem DB Regio Südost.
Ze systému ústeckých linek byly při přečíslování vypuštěny linky S9 (Děčín – Česká Lípa), S17 (Klášterec nad Ohří – Karlovy Vary), S18 (Podbořany – Blatno u Jesenice – Plzeň) a S19 (Bečov nad Teplou – Rakovník), které byly dotovány spolu se sousedními kraji. Linky jsou v seznamu dotovaných linek uváděny bez čísla linky. Pro rok 2013 uvádí Ústecký kraj z těchto linek pouze linku Děčín – Česká Lípa – Liberec, a to pod označením L, v návrhu pro rok 2014 je označená L2.
V návrhu pro rok 2014 je uvedeno i několik dálkových tras, na nichž se kraj má podílet na objednávce:
- R22 Mladá Boleslav/Kolín – Česká Lípa – Rybniště – Krásná Lípa – Rumburk (– Šluknov)
- R, Sp Plzeň – Blatno u Jesenice – Žatec – Chomutov – Most (srovnej bývalou linku S18)

## Číslování od roku 2020
Dopravci jsou České Dráhy, RegioJet Ústecký Kraj a Die Länderbahn.
Číslování linek od prosince 2020:
- U1 Děčín - Ústí nad Labem - Most - Kadaň Prunéřov
- U2 Chomutov - Klášterec nad Ohří - Perštejn
- U3 Děčín - Ústí nad Labem - Teplice v Čechách - Litvínov
- U4 Ústí nad Labem - Lovosice - Roudnice nad Labem - Hněvice (navazuje na linku S4 v systému Esko Praha)
- U5 Ústí nad Labem - Úpořiny - Bílina - Most
- U6 Teplice v Čechách - Úpořiny - Radejčín (mezi Radejčínem a Lovosicemi je zavedena NAD)
- U7 Ústí n. Labem západ - Velké Březno - Děčín
- U8 Děčín - Česká Kamenice - Krásná Lípa - Rumburk
- U9 Rumburk - Krásná Lípa - Rybniště - Varnsdorf
- U10 Most - Lovosice - Litoměřice horní nádraží
- U11 Louny - Lovosice - Litoměřice - Dubičná
- U12 Osek - Most - Louny - Kounov (dopravce Die Länderbahn)
- U13 Most - Postoloprty - Žatec západ (dopravce RegioJet UK)
- U14 Jirkov - Chomutov - Žatec - Deštnice (dopravce Die Länderbahn)
- U15 Postoloprty - Březno u Postoloprt - Louny
- U16 Chomutov - Kadaň Prunéřov - Kadaň (dopravci RegioJet UK a České dráhy)
- U21 Roudnice nad Labem - Straškov - Bříza obec
- U22 Bříza obec - Straškov - Kostolomlaty pod Řípem
- U28 Děčín - Dolní Žleb - Bad Schandau - Sebnitz - Rumburk (pohraniční linka s dopravci České dráhy a DB Regio Südost)
- U32 Ústí nad Labem západ - Litoměřice město - Štětí (navazuje linka S32 Esko Praha)
- U40 Louny - Vrbno nad Lesy - Telce (navazuje linka S40 Esko Praha)
- U51 Ústí nad Labem - Teplice - Most - Klášterec nad Ohří
- U54 Děčín - Ústí nad Labem - Lovosice - Roudnice nad Labem - Hněvice (Ranní spěšná linka U4)
- U57 Libkovice - Ležky - Blatno u Jesenice (navazuje linka S57 Esko Praha). Pouze 1 spoj do roku 2024. Od GVD 2024 byl tarif PID prodloužen do Žlutic v Karlovarském kraji a linka zanikla.
- Trilex (TRX) Rybniště - Varnsdorf - Seifhennersdorf (dopravce Die Länderbahn)

## Sezonní linky RegioTakt
Sezonní linky jezdí od 25.3. do 30.10. Výjimkou je vlak T8, který jezdí celoročně.
- T1 (Kamenický motoráček) Česká Kamenice - Kamenický Šenov (dopravce KŽC Doprava)
- T2 (Brtnický motoráček) Mikulášovice dolní nádraží - Pánský - Rumburk - Krásná Lípa - Pánský - Mikulášovice (dopravce KŽC Doprava)
- T3 (Zubrnický motoráček) Ústí nad Labem Střekov - Velké Březno - Zubrnice (dopravce KŽC Doprava)
- T4 (Opárenské údolí) Litoměřice horní nádraží - Lovosice - Chotiměř (dopravce AŽD Praha)
- T5 (Podřipský motoráček) Roudnice nad Labem - Straškov - Budyně nad Ohří - Libochovice (dopravce KŽC Doprava]
- T6 (Doupovská dráha) Kadaň - Kadaňský Rohozec - Vilémov u Kadaně - Podbořany (dopravce KŽC Doprava)
- T7 (Vejprtská dráha) Chomutov - Křimov - Kovářská - Vejprty (dopravce Die Länderbahn)
- T8 (Teplický Semmering) Most - Hrob - Dubí - Moldava v Krušných horách (dopravce České Dráhy)
- T9 (Trilex Expres) Mikulášovice dolní nádraží - Pánský - Krásná Lípa - Varnsdorf (dopravce Die Länderbahn)
- T10 (Lužickohorský rychlík) Mikulášovice dolní nádraží - Krásná Lípa - Jedlová (dopravce KŽC Doprava)
- T11 (Podkrušnohorský motoráček) Děčín - Telnice - Krupka (dopravce KŽC Doprava)[10]

## Linky objednávané ministerstvem
- Ex5 Německo – Ústí nad Labem – Praha (- Rakousko) (interval 2 hodiny)
- R14 Ústí nad Labem - Děčín - Benešov nad Ploučnicí - Liberec (interval 2 hodiny)
- R15 Praha - Ústí nad Labem - Most - Klášterec nad Ohří - Cheb (interval 2 hodiny)
- R20 Praha - Hněvice - Ústí nad Labem - Děčín (interval 2 hodiny)
- R22 Kolín - Mladá Boleslav - Česká Lípa - Rumburk - Šluknov (interval 2 hodiny, dopravce Arriva)
- R23 Ústí nad Labem – Kolín (interval 2 hodiny, dopravce RegioJet)
- R25 Most - Žatec - Podbořany - Blatno u Jesenice - Plzeň (interval 2 hodiny, dopravce GWTR)

V systému RegioTakt již rychlíky číslovány nejsou.